# Gmina Pobiedziska
Gmina Pobiedziska là một gmina thành thị-nông thôn (quận hành chính) ở quận Poznań, Voivodeship Greater Ba Lan, ở phía tây trung tâm Ba Lan. Khu vực hành chính của nó là thị trấn Pobiedziska, nằm khoảng 27 kilômét (17 mi)  về phía đông bắc của thủ phủ Poznań.
Gmina có diện tích 189,27 kilômét vuông (73,1 dặm vuông Anh), bao gồm phần phía nam của khu vực rừng được bảo vệ của Công viên Cảnh quan Puszcza Zielonka và toàn bộ Công viên Cảnh quan Promno. Tính đến năm 2006, tổng dân số của gmina là 16.382 người (trong đó dân số của Pobiedziska lên tới 8.329, và dân số của vùng nông thôn của gmina là 8.053).

## Làng
Ngoài thị trấn Pobiedziska, các gmina bao gồm các làng và các khu định cư như Bednary, Biskupice, Bociniec, Borowo-Mlýn, Bugaj, Czachurki, Główna, Gołunin, Góra, Jankowo, Jerzykowo, Jerzyn, Kocanowo, Kociałkowa Gorka, Kołata, Kowalskie, Krześlice, Lagiewniki, Latalice, Podarzewo, Polska Wies, Pomarzanowice, Promno, Pruszewiec, Stara Gorka, Stęszewko, tuczno, Uzarzewo-Huby, Wagowo, Węglewo, Wójtostwo, Wronczyn, Zbierkowo và Złotniczki.

## Gmina lân cận
Gmina Pobiedziska giáp với các gmina như Czerniejewo, Czerwonak, Kiszkowo, Kostrzyn, Lubowo, Murowana Goślina, Nekla và Swarzędz.